# Röd nejlikrot
Röd nejlikrot (Geum coccineum) är en rosväxtart som beskrevs av John Sibthorp och Sm.. Enligt Catalogue of Life ingår Röd nejlikrot i släktet nejlikrotsläktet och familjen rosväxter, men enligt Dyntaxa är tillhörigheten istället släktet nejlikrotsläktet och familjen rosväxter. Arten förekommer tillfälligt i Sverige, men reproducerar sig inte.

## Underarter
Arten delas in i följande underarter:
- G. c. heldreichii
- G. c. florepleno
- G. c. pleniflorum
- G. c. semiplenum

## Bildgalleri

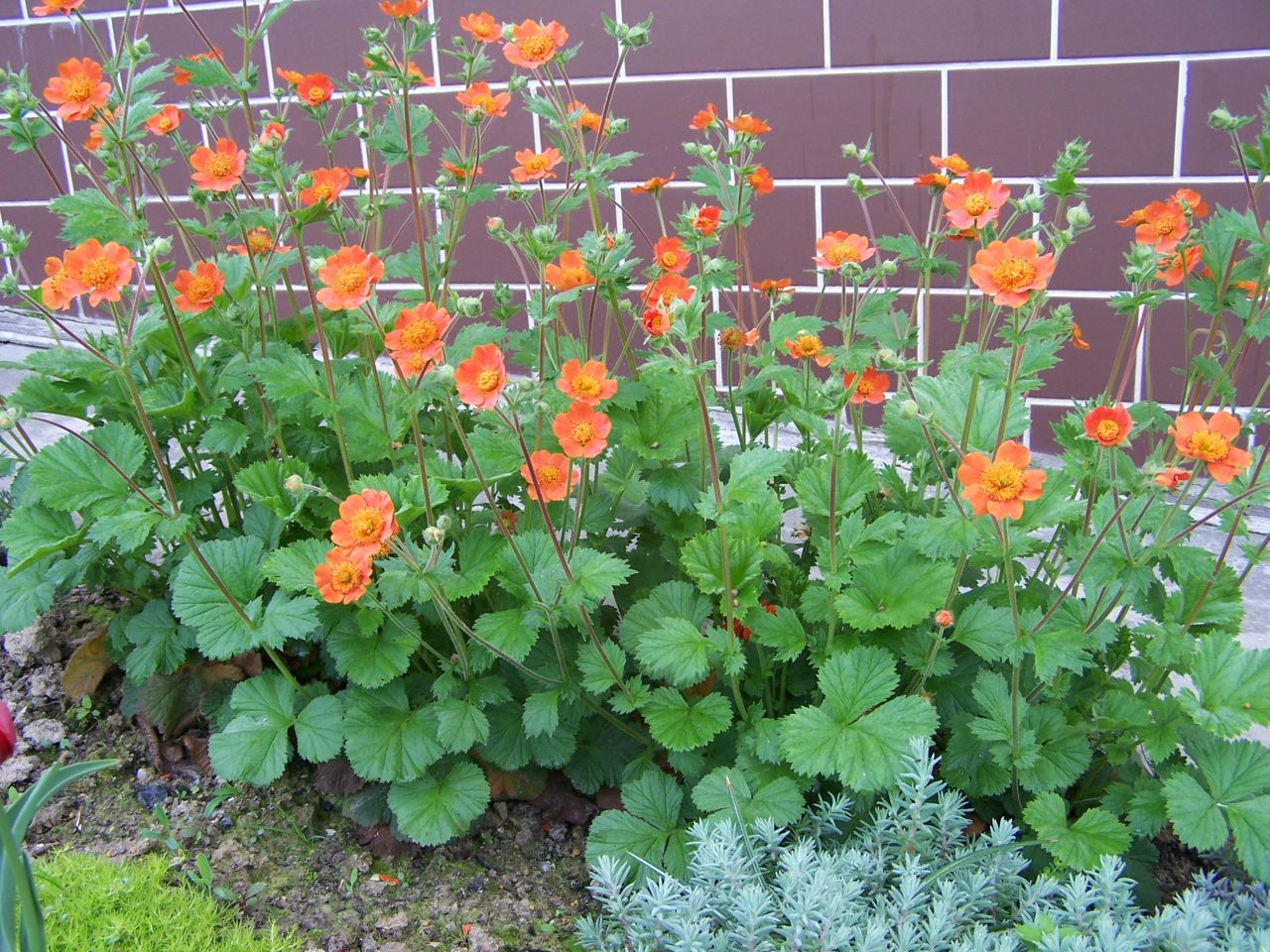
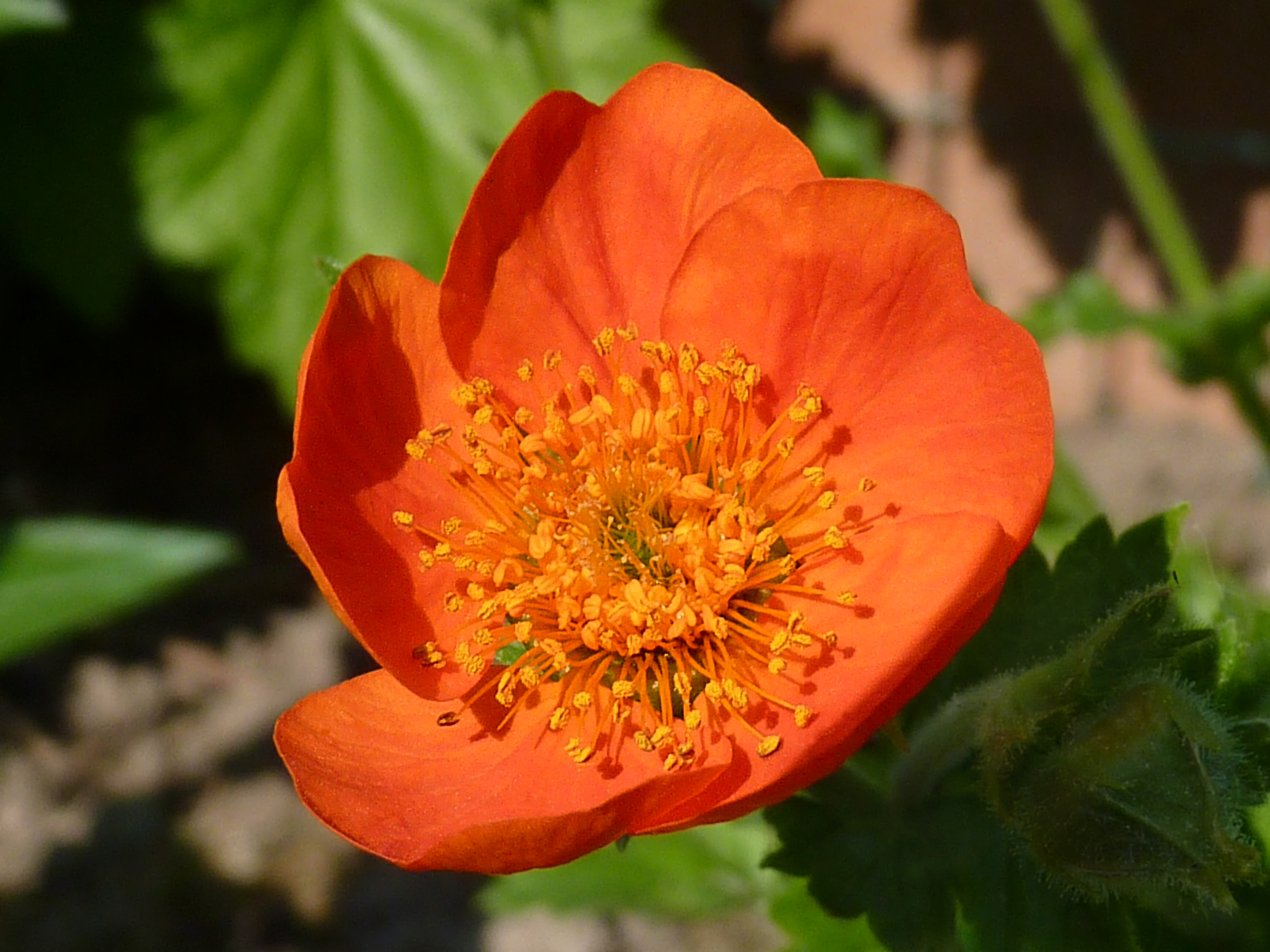
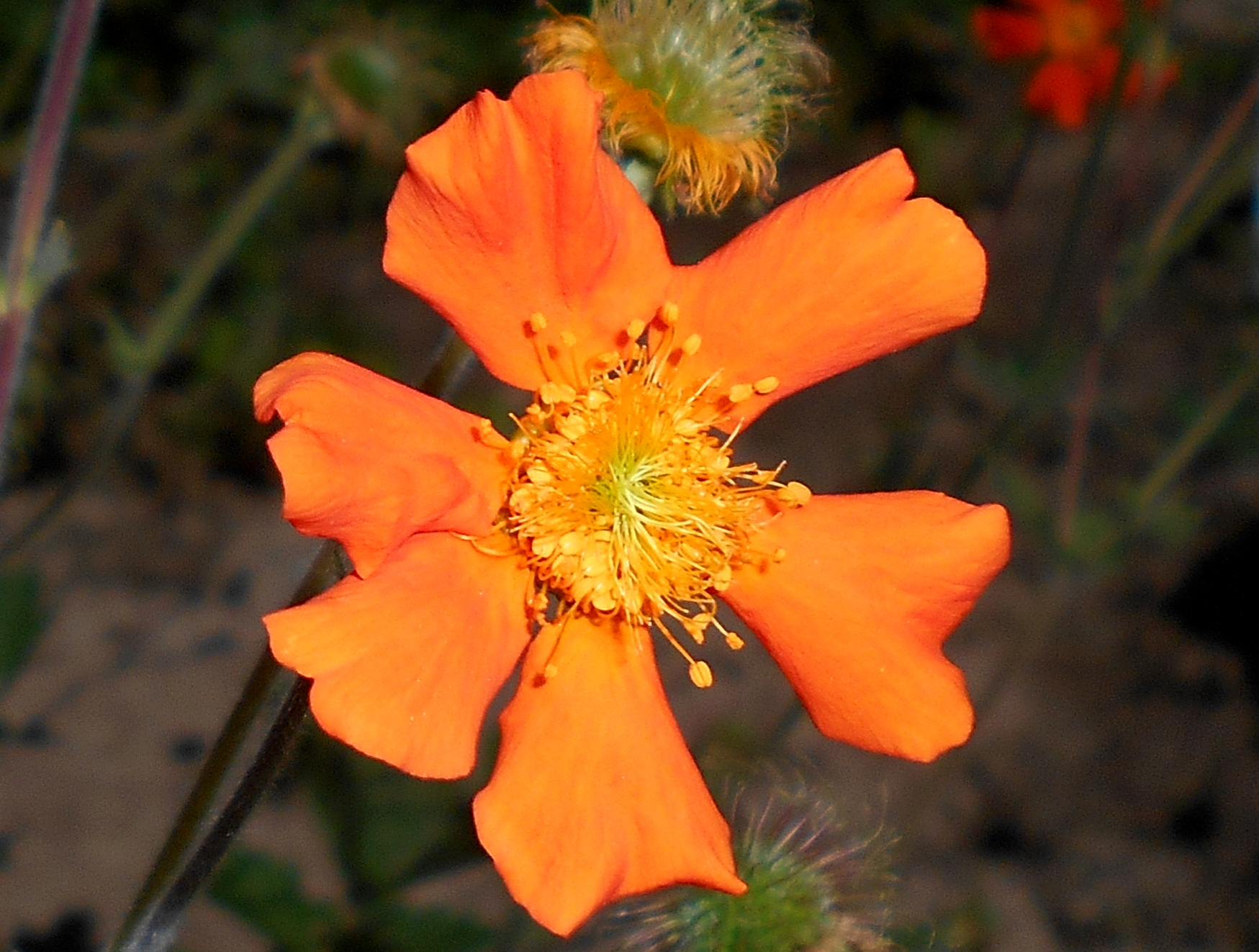
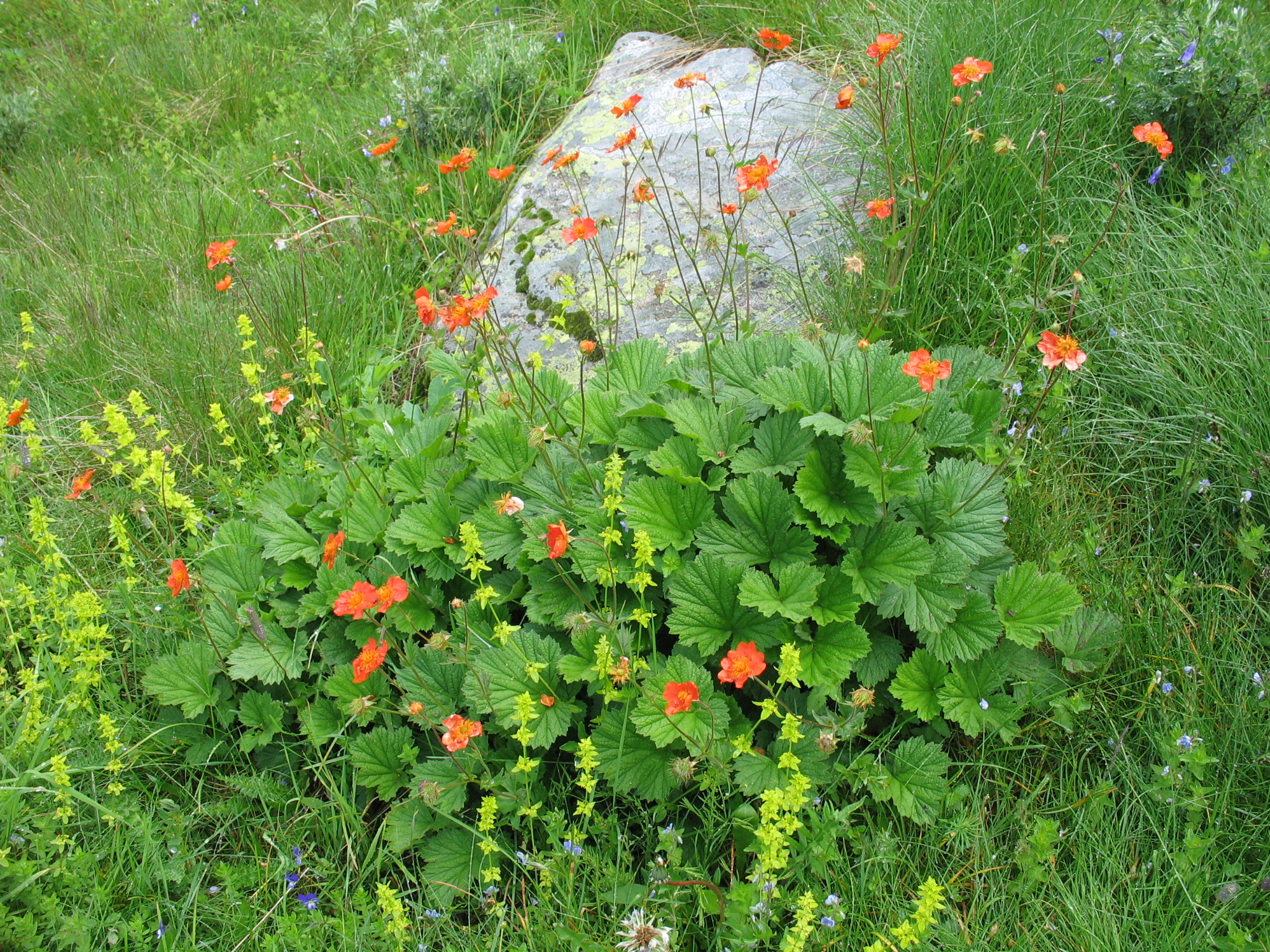
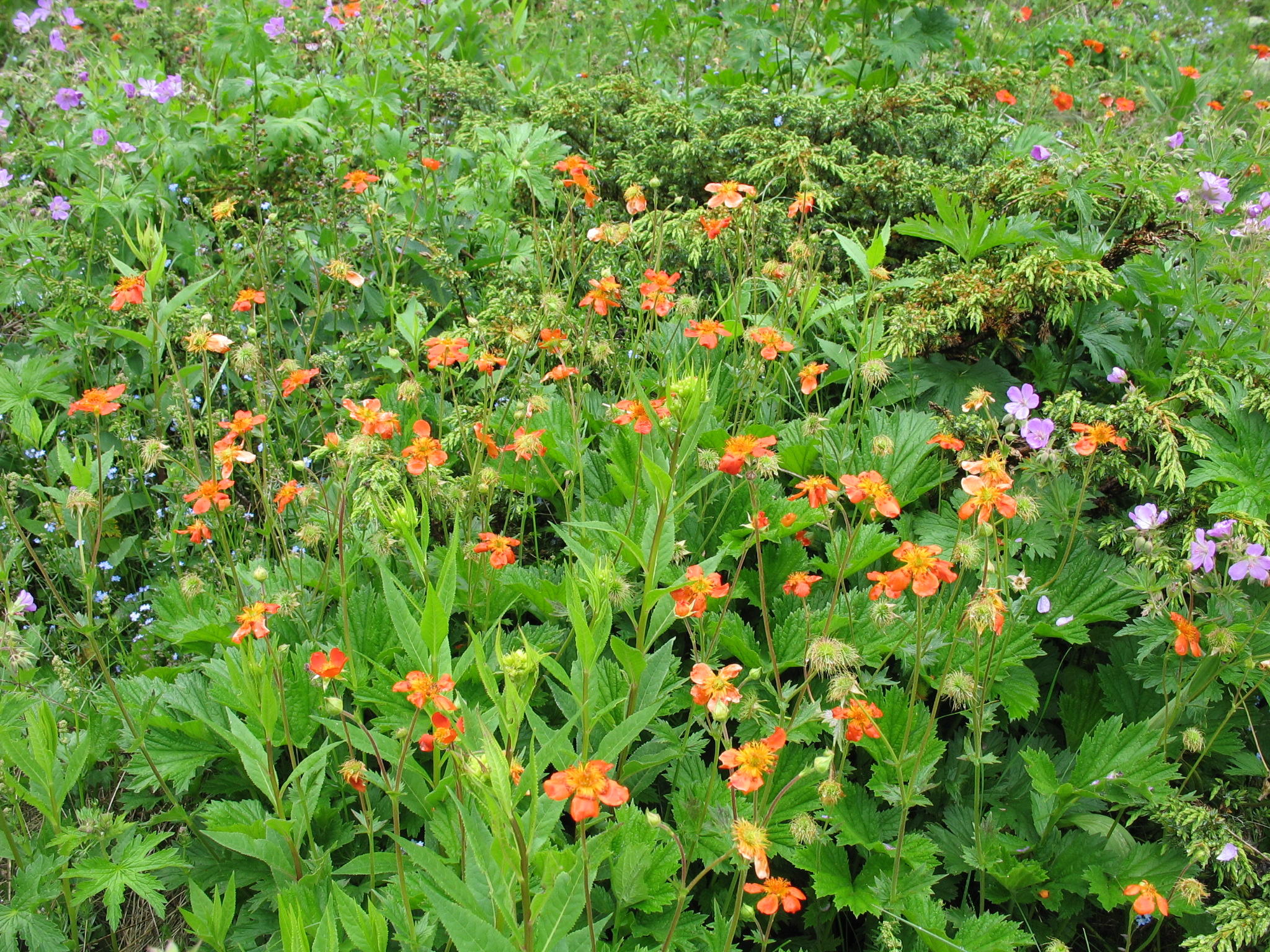
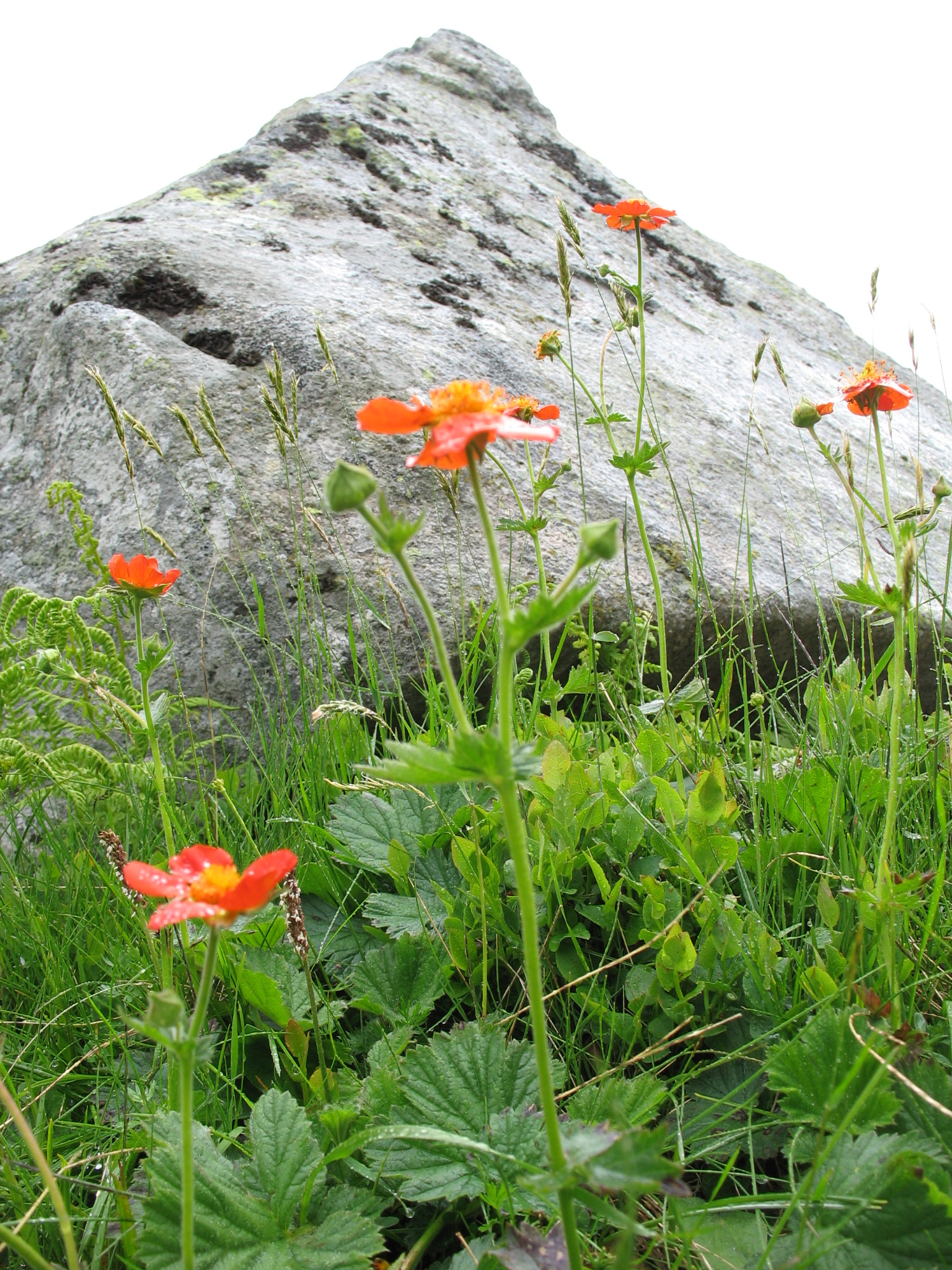